# Mölndals nedre station
Artikeln handlar om den historiska stationen. För den nuvarande stationen, se Mölndals resecentrum
Mölndals nedre station var en järnvägsstation längs Västkustbanan i Mölndal. Stationen invigdes den 1 september 1888 och stationsbyggnaden revs i mars 1977, sedan persontrafiken slutat göra uppehåll där den 28 maj 1972.
Mölndals nedre låg vid invigningen längs Göteborg-Hallands Järnväg (GHB), som hade börjat byggas sommaren 1886, och hette då Mölndal. Stationshuset ritades av Hans Hedlund, som även ritat stationen i Kungsbacka, och började uppföras våren 1887 av byggmästarna C.G. Nilsson och L Forsberg. Det var uppfört i tegel och innehöll väntsal och expedition i bottenvåningen och tjänstebostäder i övervåningen. Norr om stationshuset fanns en jordkällare och på andra sidan spåren låg ett godsmagasin byggt i trä. Stationen låg vid 57°39′28″N 12°01′09″Ö / 57.65778°N 12.01917°Ö.
År 1893 namnändrades stationen till Fässberg i samband med att Mölndal fick två stationer när Göteborg-Borås Järnväg byggdes 1894. Den nya stationen längs Boråsbanan övertog namnet Mölndal.
Sedan Mölndal blivit stad år 1922, byttes stationsnamnet till Mölndals nedre år 1925, och den vid Boråsbanan till Mölndals övre. Namnen kopplas till att den övre stationen låg cirka 40 meter högre än den nedre. Det var cirka 900 meter gångavstånd mellan dem.
Vid tidtabellsskiftet den 28 maj 1972 slutade persontågen att göra uppehåll vid Mölndals Nedre och godstrafiken lades ner vid årsskiftet 1976/1977, då den minskat till följd av ökad lastbilstrafik. Ett nytt stationshus byggdes för ASG:s godshantering, vilket togs i bruk i mars 1977. Det gamla stationshuset revs i mars 1977 och den nya motorvägen E6 byggdes väster om järnvägen.
Vid invigningen av Kungsbackapendeln den 17 augusti 1992 byggdes en ny perrong under Mölndals Bro, vilken blev en ny pendeltågsstation, senare kallad Knutpunkt Mölndalsbro.
Den nya stationen hade till en början en enkel trappa från bron till plattformen, men fick en stationsbyggnad 2003, som är belägen cirka 300 meter sydväst om den gamla stationsbyggnaden.